# Oltacloea beltraoae
Oltacloea beltraoae is een spinnensoort in de taxonomische indeling van de Prodidomidae.
Het dier behoort tot het geslacht Oltacloea. De wetenschappelijke naam van de soort werd voor het eerst geldig gepubliceerd in 2003 door Antonio D. Brescovit & Ramos.